# Židovský hřbitov v Arnoltově
Židovský hřbitov v Arnoltově se nachází zhruba 500 metrů jihozápadně od vsi Arnoltov, která je součástí města Březová, v remízku na kraji lesa. Pohřebiště se rozkládá na ploše 1888 m2 a je ohraničeno žulovými sloupky, které v minulosti držely plaňkový plot.

## Historie
Nejspíše v první polovině 17. století se zde usídlila první židovská rodina a roku 1724 zde žily čtyři židovské rodiny o 22 obyvatelích. K nárůstu židovské komunity došlo postupně v druhé poloviny 18. století. Židé zde měli přibližně od roku 1793 svou školu a dokonce i modlitebnu. Před rokem 1850 žilo ve vsi dvacet židovských rodin. Poslední zápis v matrice židovských sňatků a pohřbů v Arnoltově je z roku 1868, avšak ke konci 19. století již zde není evidována žádná osoba židovské víry.
Hřbitov byl založen patrně v 18. století a čítá 26 náhrobků, z nichž šest je povalených. Nejstarší dochovaný přitom pochází z roku 1833. Náhrobky jsou zpravidla rustikálního typu. Na hřbitově se pravidelně pohřbívalo přibližně do 60. let 19. století, poslední pohřeb zde pak proběhl v roce 1915 během první světové války.
Hřbitov byl poničen během druhé světové války a od té doby nebyl opraven a není udržován.